# Judy Shelton

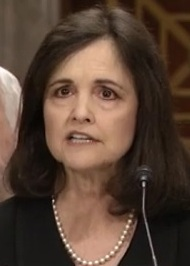
Judy Shelton (2018)

Judy Shelton (* 1954) ist eine US-amerikanische Wirtschaftswissenschaftlerin.

## Werdegang
Shelton studierte zunächst an der Portland State Universität und schloss dort mit einem Bachelor of Science in Erziehungswissenschaften ab. Von der Universität von Utah hat sie einen MBA und einen Doktorgrad in Betriebswirtschaftslehre. Ihre erste berufliche Station war von 1985 bis 1995 die Hoover Institution, eine Denkfabrik angegliedert an die Stanford-Universität in Kalifornien. Später war sie Vorsitzende des National Endowment for Democracy, Washington, D.C. und danach Vorstand der Europäischen Bank für Wiederaufbau und Entwicklung in London.
Shelton war an mehreren Präsidentschaftskampagnen in den Vereinigten Staaten beteiligt, unter anderem an der von Bob Dole 1996 und Ben Carson 2016. Nach Carsons Aufgabe wechselte sie in das Team von Donald Trump. Trump ernannte sie nach seiner Wahl zum Präsidenten zu seiner Beraterin in wirtschaftspolitischen Fragen. Im Jahre 2019 nominierte Donald Trump sie als Kandidatin für einen der zwei freien Sitze als Gouverneurin der FED.

## Standpunkte
Shelton äußerte immer wieder Kritik an der Niedrigzinspolitik der FED während der Regierungszeit Präsident Barack Obamas. Innerhalb der Denkfabrik Atlas Network war Shelton Direktorin des Sound Money Project („Stabiles-Geld-Projekt“). Das Sound Money Project publizierte Aufsätze über alternative Formen der Geldwirtschaft, einer teilweisen oder ganzen Rückkehr zum Goldstandard und allgemeine Reformvorschläge für die FED. In diesem Zusammenhang schlug sie vor, eine neue Bretton-Woods-Zusammenkunft auf Präsident Trumps Anwesen Mar-a-Lago abzuhalten.

## Veröffentlichungen
- The coming Soviet crash: Gorbachev’s desperate pursuit of credit in western financial markets, Macmillan/The Free Press, New York 1989, ISBN 0-02-928581-X (englisch)
- Money meltdown: Restoring order to the global currency system, Macmillan/The Free Press, New York 1994, ISBN 0-68-486394-4 (englisch)
- Fixing the dollar now: Why US money lost its integrity and how we can restore it, Atlas Network, Washington, D.C. 2011, ISBN 978-096396381-9 (englisch)
- mit Alejandro Chafuen (Hrsg.): Roads to sound money, Atlas Network, Washington, D.C. 2012, ISBN 978-061570131-8 (englisch; Beschreibung beim Atlas Network)